# Charles de Damas de Cormaillon
Charles de Damas de Cormaillon (død 7. maj 1712) var en dansk officer.
Han var en fransk emigreret huguenot, som i lyneborgsk tjeneste deltog i krigene i Pommern og Nederlandene. Fra 1677 var han regimentschef, men på grund af en forbigåelse tog han sin afsked og gik i dansk tjeneste 1684 som generalmajor. Han ses ikke at have været chef for noget regiment, men benyttedes stadig til tjeneste ved overkommandoen. Han spillede således en vigtig rolle ved fjendtlighederne ved Hamborg i sommeren 1686 og deltog 1693 i kampen om Ratzeburg imod sin gamle krigsherre, hertugen Georg Vilhelm af Braunschweig-Lüneburg. Cormaillon, der blev Ridder af Dannebrog 1695, blev anset for en meget dygtig mand og var i stor yndest hos kong Christian V, til hvis daglige omgangskreds han hørte i hans sidste leveår. Efter kongens død ledsagede han under urolighederne i Hertugdømmerne Frederik IV som generaladjudant, men blev ved efterretningerne fra København om Carl XII's landgang ved Humlebæk og om den ringe tillid, man havde til kommandanten, generalløjtnant Hans Schack, straks sendt til hovedstaden for at støtte Slotsloven med råd og råd. Cormaillon og Schack var gamle uvenner, og det fortælles, at de en gang i disse urolige dage trak blank imod hinanden på offentlig gade i en disput, i hvilken Cormaillon bebrejdede Schack, at han havde ladet lejligheden ubenyttet til at tage Carl XII til fange. Efter freden blev han generalløjtnant af infanteriet 23. november 1700 og efterfulgte samtidig Schack, der tog afsked i august, som kommandant i København.
Til denne stilling føjede sig mange værdigheder, og Cormaillon blev efterhånden gehejmeråd, deputeret i Politiretten, kommitteret i Politi- og Kommercekollegiet og direktør for Krigshospitalet. Han fik således ikke lejlighed til selv at tage del i de videre krigsbegivenheder i Den Store Nordiske Krig, men da man efter det ulykkelige slag ved Helsingborg 1710 trængte til en erfaren mands bedømmelse af forholdene, blev Cormaillon sendt der til dagen efter slaget, idet han tillige havde ordre til eventuelt at overtage kommandoen. Han vendte imidlertid tilbage dagen efter, efter at have givet ordre til at rømme byen. Cormaillon døde 7. maj 1712.